# Baldur von Schirach
Baldur Benedikt von Schirach (Berlín, 9 de maig de 1907 - Kröv, 8 d'agost de 1974) va ser un dirigent nazi, líder de les Joventuts Hitlerianes, Gauleiter i Reichsstatthalter ('governador del Reich') de Viena. En els judicis de Nuremberg, tot i que va ser un dels acusats que va declarar sentir-se penedit, va ser condemnat a 20 anys a la presó de Spandau com a culpable de crims de guerra.

## Biografia
Schirach era fill de Karl von Schirach, tinent primer i cap d'esquadró en el Regiment de cuirassers de la Guàrdia, més tard capità de cavalleria i camarlenc del Ducat de Saxònia-Weimar-Eisenach, així com director artístic al Teatre Nacional de Weimar, i de la seva esposa nord-americana Emma Lynah Bailey Middleton (1872-1944), per la qual cosa Schirach afirmava ser descendent de dos signants de la  Declaració d'Independència dels Estats Units.

### Carrera política
Schirach es va fer membre d'un Wehrjugendgruppe (grup de cadets militars) a l'edat de 10 anys i en 1925 es va afiliar al NSDAP, el Partit nazi. Alguns historiadors sostenen la tesi que Schirach era homosexual, mentre que altres defensen que sempre va ser bisexual.
Aviat es va guanyar el respecte de Hitler i va ser traslladat a Múnic, per tal de ser nomenat el 1929 cap de la Lliga d'Estudiants Nacionalsocialista Alemanya (NSDStB). El 1931 va ser nomenat Reichsjugendführer (líder de la joventut) en el NSDAP i en 1933 va prendre el comandament de les Joventuts Hitlerianes, amb el rang de Gruppenführer a les SA. En aquests primers temps va tenir una intensa activitat com a autor de nombroses publicacions, i també com a mecenes de les arts. Iniciada la Segona Guerra Mundial, el 1940 Schirach es va allistar a l'exèrcit i va servir durant un curt període en la campanya de França abans de ser cridat de nou. Durant la contesa, el matrimoni Schirach va tenir serioses discrepàncies amb Hitler i van ser expulsats del seu cercle social íntim. A causa d'això, va perdre el comandament de les Joventuts Hitlerianes en favor d'Arthur Axmann, tot i que més tard Hitler el va nomenar Gauleiter (o Reichsstatthalter) de Viena, càrrec que va exercir fins al final de la guerra. Tot i que cap al 1943 havia caigut totalment en desgràcia, va mantenir els seus càrrecs polítics fins al final de la contesa.

### Condemna
Amb el final de la contesa Schirach va ser detingut el 1945 i jutjat al costat d'altres oficials nazis en els Judicis de Nuremberg. Schirach, segons les seves memòries (Jo vaig creure en Hitler), sí que va tenir coneixement de la «solució final», especialment dirigida contra els jueus i duta a terme en els camps d'extermini. Davant el tribunal, Schirach va declarar textualment:
| « | És el més gran, l'assassinat en massa més diabòlic conegut en la història (...) L'assassinat va ser ordenat per Adolf Hitler (...) Ell i Himmler van ser conjuntament els autors pràctics d'aquest crim que seguirà sent per sempre una taca en els annals de la nostra història. És un crim que omple tots els alemanys de vergonya. (...) He educat aquesta generació en la fe i la lleialtat a Hitler. L'Organització de la Joventut que vaig construir fins i tot portava el seu nom. Jo creia que estava servint un líder que faria el nostre poble i la joventut del nostre país gran, feliç i lliure. Milions de joves creien això, juntament amb mi, i van veure el seu ideal últim en el nacionalsocialisme. Molts van morir per això. Davant Déu, davant la nació alemanya, i davant el meu poble alemany només jo tinc la culpa d'haver entrenat els nostres joves per un home a qui durant molts anys havia considerat irreprotxable, com a líder i com a cap d'Estat, de crear per a ell una generació que va veure com ho feia. La culpa és meva perquè jo vaig educar els joves d'Alemanya per un home que va assassinar milions de persones. Jo creia en aquest home, això és tot el que puc dir com a excusa i per caracteritzar la meva actitud. Aquesta és la meva pròpia culpa personal. Vaig ser responsable de la joventut del país. Em van donar autoritat sobre els joves, i la culpa és només meva. La generació més jove és innocent. Es va criar en un estat antisemita, governat per lleis antisemites. La nostra joventut estava obligada per les lleis i no veia res criminal en la política racial. Però si l'antisemitisme i les lleis racials podrien conduir a un Auschwitz, llavors Auschwitz ha de marcar la fi de la política racial i la mort de l'antisemitisme. Hitler és mort. Mai el vaig trair; mai vaig tractat d'enderrocar-lo; vaig romandre fidel al meu jurament com a oficial, com a líder de la joventut, i com a funcionari. Jo no era un cec col·laborador seu; jo no era un oportunista. Jo era un convençut nacionalsocialista des dels meus primers dies, com a tal, jo també era un antisemita. La política racial de Hitler era un crim que va portar al desastre a 5.000.000 de jueus i a tots els alemanys. La generació més jove no en té cap culpa. Però el que, després d'Auschwitz, encara s'aferri a la política racial es fa a si mateix culpable. | » |

Schirach explica que, en seure després de la declaració, Fritz Sauckel li va estrènyer la mà i Erich Raeder li va confirmar: «Té vostè tota la raó!» L'1 d'octubre de 1946 va ser declarat culpable d'haver conspirat per cometre crims contra la pau i crims contra la humanitat, i va estar confinat vint anys a la Presó de Spandau. Schirach s'havia casat amb Henriette Hoffman en 1932, i van tenir tres fills i una filla. Mentre estava a la presó, el 20 juliol de 1949 la seva dona es va divorciar d'ell, i no van tornar a tenir mai més cap mena de relació. Va ser alliberat el 30 de setembre de 1966 i es va retirar a viure al sud d'Alemanya, on va publicar les seves memòries,  Ich glaubte an Hitler (Jo vaig creure en Hitler), el 1967.